# Clara Raven
Clara Raven (Rusia, 6 de abril de 1905 - 2 de mayo de 1994) fue una médica estadounidense, veterana de la Segunda Guerra Mundial y de la Guerra de Corea. También fue patóloga y médica forense y dedicó más de veinte años a investigar las causas del síndrome de muerte súbita del lactante.

## Trayectoria
Raven nació el 6 de abril de 1905 en Rusia. Su familia emigró a los Estados Unidos en 1916, estableciéndose en Youngstown, Ohio, antes de mudarse a Detroit, Míchigan.
Raven obtuvo su Licenciatura en Artes y Maestría en Ciencias en bacteriología de la Universidad de Michigan. Se matriculó en la Facultad de Medicina de Duke y fue la única estudiante femenina de su clase antes de transferirse a la Facultad de Medicina de la Universidad Northwestern. Recibió su Licenciatura en Medicina en 1938, seguida por su Doctorado en Medicina también en 1938. Realizó trabajos de posgrado en la Universidad de Liverpool, estudiando la propagación de la fiebre tifoidea a través del agua potable.
Al regresar a los Estados Unidos, Raven enseñó bacteriología en el Woman's Medical College de Pensilvaia. También fue directora de laboratorios en el Hospital Estatal de Scranton en Pensilvania.
Después del inicio de la Segunda Guerra Mundial, Raven intentó alistarse en el ejército y sólo fue aceptada cuando a las mujeres se les permitió servir legalmente en 1943. Se alistó en el Cuerpo Médico del Ejército de los Estados Unidos en julio, siendo una de las primeras de cinco mujeres médicas en recibir su comisión. Sus asignaciones durante la guerra incluyeron la dirección de patología de necropsia y patología clínica en laboratorios de Japón, Francia, Alemania y Hawái.
Después de la guerra, Raven sirvió como jefa de servicios de laboratorio en el Centro Médico del Ejército Tripler. También fue patóloga jefa del Hospital de Administración de Veteranos en Dayton, Ohio.
Raven regresó al Cuerpo Médico del Ejército en 1951 durante la Guerra de Corea, convirtiéndose en la médica de mayor rango en servicio activo. En 1961, se le otorgó el rango de coronel, siendo la primera mujer médica del Cuerpo Médico del Ejército en conseguirlo. Raven se retiró del servicio militar activo en 1959 y entró en el Cuerpo Médico de Reserva del Ejército. Se retiró completamente del ejército en 1965.
Al regresar a la vida civil, Raven fue médica forense adjunta en el condado de Wayne, Michigan. No pudo convertirse en la médica forense jefa; según la presidenta del consejo municipal, Mary Beck: "Tenía todas las calificaciones. Pero siempre había un hombre que conseguía el trabajo". Durante su tiempo como médica forense adjunta, investigó la causa del síndrome de muerte súbita del lactante, también conocido como SMSL. Ella testificó ante un subcomité del Senado para abogar por una mejor financiación para la investigación del SMSL, así como para mejorar los servicios de asesoramiento para los deudos.
Raven murió de cáncer en Detroit el 2 de mayo de 1994.

## Reconocimientos
En 1962, Raven recibió el Premio al Mérito de Antiguos Alumnos de Northwestern y, en 1983, el Premio Elizabeth Blackwell. En 1987 fue incluida en el Salón de la Fama de las mujeres de Michigan.